# كأس المعارض الأوروبية 1969–70
كأس المعارض الأوروبية 1969–70  هو الموسم 12 من  كأس المعارض الأوروبية. أقيم بتاريخ 10 سبتمبر 1969، وكان عدد الأندية المشاركة فيه  64، وفاز فيه نادي أرسنال.

## نتائج الموسم
| المركز | فريق        | لعب | ف | ت | خ | له | عليه | ف.أ | نقاط | ملاحظة |
| ------ | ----------- | --- | - | - | - | -- | ---- | --- | ---- | ------ |
|        | نادي آرسنال |     |   |   |   |    |      |     |      |        |